# Преследование военных преступников Османской империи
После окончания Первой мировой войны союзными державами были предприняты усилия по преследованию османских военных преступников в соответствии с договорённостями, достигнутыми на Парижской мирной конференции (1919) и в конечном итоге нашедшими отражение в Севрском мирном договоре (1920) с Османской империей. Османское правительство организовало серию военных трибуналов в 1919–1920 годах для наказания военных преступников, но все они потерпели неудачу из-за политического давления. Усилия администрации союзников, оккупировавших Константинополь, оказались недостаточными для того, чтобы создать международный трибунал на Мальте для суда над так называемыми мальтийскими изгнанниками ― османскими военными преступниками, которых британцы удерживали в качестве военнопленных на Мальте. В итоге на острове не было проведено никаких трибуналов.
По мнению судьи Европейского суда по правам человека Джованни Бонелло, приостановка судебного преследования, репатриация и освобождение турецких пленных были, среди прочего, результатом отсутствия надлежащей правовой базы на наднациональной юрисдикции, поскольку после Первой мировой войны не было никаких международных норм, предусматривавших наказания для лиц, совершивших военные преступления. Освобождение турецких военнопленных было совершено в обмен на 22 британских заключённых, которых удерживало правительство Мустафы Кемаля Ататюрка.
Поскольку не было никаких международных правовых норм, в соответствии с которыми военные преступники могли бы предстать перед судом, офицеры, которые организовали геноцид, избежали преследования и относительно свободно путешествовали по Германии, Италии и Центральной Азии. Эта ситуация привела к организации операции «Немезис» ― тайной операции, проводимой армянами, во время которой османские политические и военные деятели, которые бежали от преследования, были убиты по обвинению в участии в геноциде армян.